# Linia kolejowa nr 945
Linia kolejowa 945 – pierwszorzędna, jednotorowa, częściowo zelektryfikowana linia kolejowa, łącząca rejony PrD i PrB stacji Kraków Prokocim Towarowy.